# 德米特羅夫斯克區

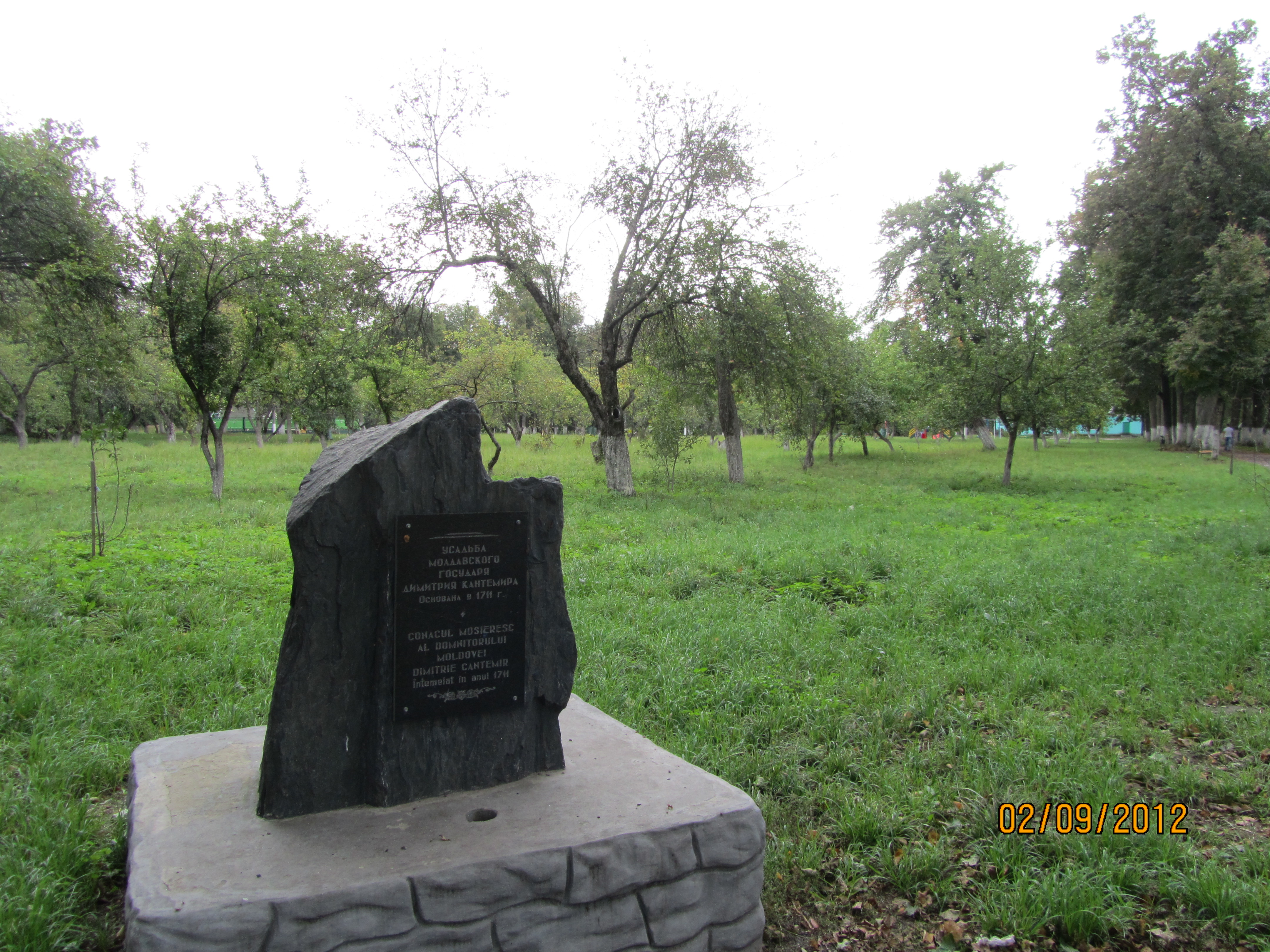

52°30′N 35°09′E / 52.500°N 35.150°E
德米特羅夫斯克區（俄语：Дмитровский район），是俄羅斯的一個區，位於該國西南部，由奧廖爾州負責管轄，面積1,249.8平方公里，2010年人口12,196，人口密度每平方公里9.76人。